# Allocapnia sequatchie
Allocapnia sequatchie är en bäcksländeart som beskrevs av Boris C. Kondratieff och Kirchner 2000. Allocapnia sequatchie ingår i släktet Allocapnia och familjen småbäcksländor. Inga underarter finns listade i Catalogue of Life.